# Administrația militară din Polonia

Steagul militar de stat al celui de-al treilea Reich.

Administrația militară din Polonia (în germană Militärverwaltung in Polen) se referă la autoritățile militare de ocupație înființate în scurta perioadă din timpul și imediat după invazia germană a Poloniei (1 septembrie – 6 octombrie 1939), în care teritoriile poloneze ocupate au fost administrate de armata germană (Wehrmacht) spre deosebire de administrația civilă de mai târziu și Guvernământul General.

## Administrație militară
Cele mai multe locuri ocupate au avut o administrație poloneză, adesea ad-hoc, creată după evacuarea personalului oficial. Acestea aveau să fie dizolvate rapid de către germani, iar controlul temporar asupra acelor teritorii a fost dat Comandanților militari din spate (Korück). Oficialii civili (Landrat) au fost desemnați rapid la guvernarea powiatelor poloneze; în orașele și satele occidentale etnici germani au fost numiți ca primari și vătafi (în germană Vogt), în cele centrale și de est au fost acceptați cei polonezi. 
Adolf Hitler a emis primele instrucțiuni privind administrația ocupației la 8 septembrie. La 8 și 13 septembrie 1939, districtul militar german din zona Posen, comandat de generalul Alfred von Vollard-Bockelberg⁠(de)[traduceți], și Prusia de Vest, comandată de generalul Walter Heitz⁠(d), a fost stabilit în Polonia Mare și, respectiv, în Pomerelia cucerită. În baza legilor din 21 mai 1935 și 1 iunie 1938, armata germană a delegat competențe administrative civile șefilor administrației civile (Chef der Zivilverwaltung, CdZ). Hitler l-a numit pe Arthur Greiser⁠(d) ca CdZ al districtului militar Posen, iar pe Gauleiter⁠(d) Albert Forster⁠(d) din Danzig ca CdZ al districtului militar al Prusiei de Vest. La 3 octombrie 1939, districtele militare centrate pe / și numite „Lodz” și „Krakau” au fost înființate sub comanda generalilor majori Gerd von Rundstedt și Wilhelm List, iar Hitler l-a numit pe Hans Frank și, respectiv, pe Arthur Seyß-Inquart ca șefi civili.  Astfel, întreaga Polonie ocupată a fost împărțită în patru districte militare (Prusia de Vest, Posen, Lodz și Krakau).  Frank a fost numit în același timp „administrator șef suprem” pentru toate teritoriile ocupate și a devenit ulterior guvernator general al Poloniei ocupate.

## Tranziție

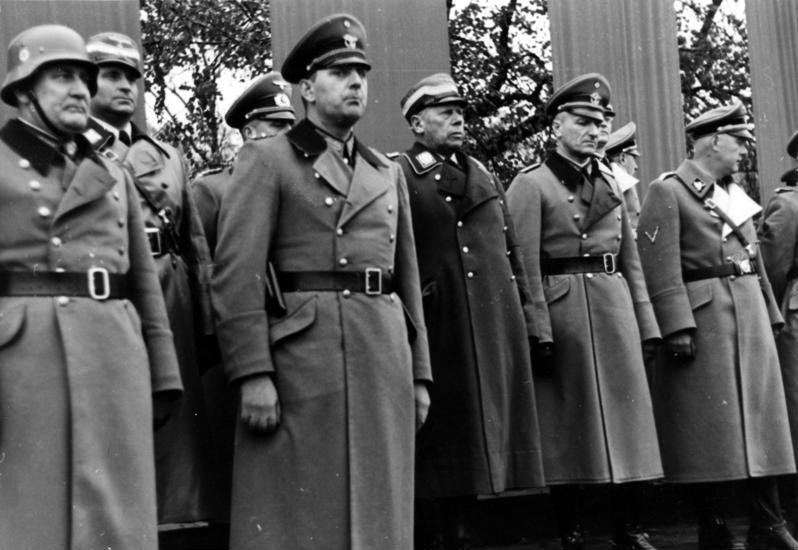
Hans Frank la o paradă militară în Cracovia

Un decret emis de Hitler la 8 octombrie 1939 prevedea anexarea zonelor din vestul Poloniei și a orașului liber Danzig. Un regulament separat prevedea includerea zonei din jurul orașului Suwalki (triunghiul Suwalki). Restul teritoriului a rămas sub ocupație militară până când Hitler a decretat la 12 octombrie fondarea Guvernământul General, care a intrat în vigoare la 26 octombrie 1939.